# Konrad Kasperowicz
Konrad Kasperowicz (ur. 2 stycznia 1878 w Brezgach, pow. wiłkomierski - zm. po 1939) – inżynier, przemysłowiec, działacz Socjaldemokracji Królestwa Polskiego i Litwy i Polskiej Partii Socjalistycznej.
Ukończył szkołę realną w Wilnie. W okresie nauki szkolnej działał w  kółku samokształceniowym, a od 1895 w kole robotniczym, prowadzącym agitację socjalistyczną. Na początku 1896 wziął udział w zjeździe założycielskim Litewskiej Socjaldemokracji, gdzie został wybrany do Komitetu Centralnego tej partii (1896-1897). Po przeniesieniu się do Charkowa gdzie rozpoczął studia na miejscowej politechnice w związku z wykryciem organizacji LSD w Wilnie został aresztowany w Permie (27 IX 1897). Przesiedział 13 miesięcy w więzieniu na Antokolu w Wilnie, a następnie z powodu braku dowodów winy skazany został na rok dozoru policyjnego w Saratowie, gdzie uczestniczył w powstaniu pierwszej grupy socjaldemokratycznej. W latach 1899–1900 mieszkał w Warszawie gdzie uczył się w Szkole Inżynierskiej im. Hipolita Wawelberga i Stanisława Rotwanda. W tym okresie wstąpił do Socjaldemokracji Królestwa Polskiego i Litwy. W tym czasie został na krótko zatrzymany przez policję, po czym na początku 1900 uciekł z kraju. 25 lutego 1900 ; uczestniczył w zjeździe partyjnym SDKPiL w Lipsku i wszedł w skład Komitetu Redakcyjnego pisma "Przegląd Robotniczy". Jako delegat SDKPiL uczestniczył w obradach Kongresu II Międzynarodówki w Paryżu (1900). Za wystąpienie na Kongresie, sprzeczne z linią kierownictwa partii, został wykluczony z SDKPiL.
W połowie 1900 przeniósł się do Fryburga w Szwajcarii, gdzie podjął studia na miejscowym uniwersytecie jednocześnie pracując do 1904 w jego Instytucie Fizyki. W grudniu 1903 uzyskał doktorat z nauk przyrodniczych. W latach 1900–1904 był członkiem i przewodniczącym sekcji Związku Zagranicznego Polskich Socjalistów. Na jesieni 1904 przeniósł się do Galicji, mieszkając najpierw we Lwowie a potem w Krakowie. W tym czasie m.in. współorganizował VIII Zjazd Polskiej Partii Socjalistycznej we Lwowie (1906) a następnie wykonywał zakupy broni dla Organizacji Bojowej PPS-Frakcji Rewolucyjnej, m.in. przewoził pieniądze uzyskane w akcji pod Bezdanami.
W 1907 zamieszkał w Warszawie, nie biorąc udziału w życiu politycznym. W tym czasie pracował jako pomocnik naczelnika Warsztatów Mechanicznych Kolei Warszawsko-Wiedeńskiej. W 1913 był wykładowcą Wydziału Technicznego Towarzystwa Kursów Naukowych. Podczas I wojny światowej w sierpniu 1915 po wkroczeniu Niemców do Warszawy był komisarzem Straży Obywatelskiej. Następnie w latach 1917-1918, pracował jako referent do spraw Polaków-jeńców wojennych w biurze Tymczasowej Radzie Stanu. W tym charakterze wizytował obozy w Szczypiórnie, Beniaminowie i Hawelbergu.
W okresie międzywojennym, w latach 20. przeniósł się do Bydgoszczy, gdzie był dyrektorem Fabryki Fortepianów Brunona Sommerfelda. Był także prezesem Izby Przemysłowo-Handlowej (1930) oraz Związku Fabrykantów (1930-1939) w Bydgoszczy oraz w latach 1937-1939 funkcję wiceprezesa Izby Przemysłowo-Handlowej w Gdyni.

## Życie prywatne
Pochodził z rodziny ziemiańskiej, syn Zygmunta, rodzina wcześnie osierocona mieszkała w Wilnie. Ożenił się w 1902 z członkinią PPS Marią z Bergmanów (1878-1954), ps. Lubomirska